# Rówieńska Obwodowa Administracja Państwowa

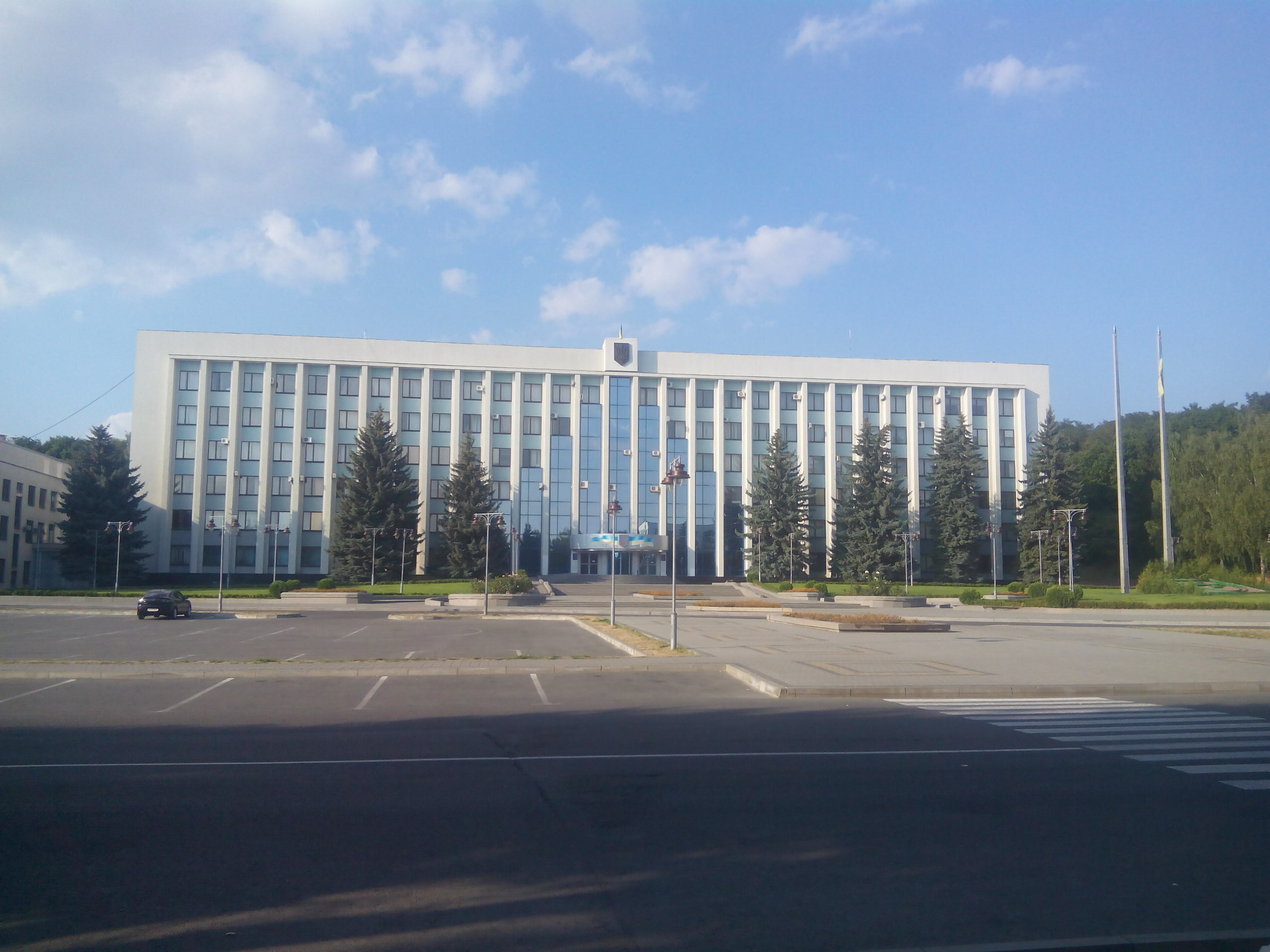
Budynek Administracji Państwowej Obwodu Rówieńskiego

Rówieńska Obwodowa Administracja Państwowa – obwodowa administracja państwowa (ODA), działająca w obwodzie rówieńskim Ukrainy.

## Przewodniczący ODA
- Mykoła Soroka (od 1997 do 2005)
- Wasyl Czerwonij (od 4 lutego 2005 do 18 maja 2006)
- Wiktor Matczuk (od 18 maja 2006 do 12 lutego 2010)
- Wasyl Bertasz (od 18 marca 2010)
- Serhij Rybaczok (od 2 marca 2014 do 18 listopada 2014)
- Witalij Czuhunnikow (od grudnia 2014 do kwietnia 2016)
- Ołeksij Muliarenko (od kwietnia 2016 do czerwca 2019)
- Ihor Tymoszenko (p.o., od czerwca 2019 do września 2020)
- Witalij Kowal (od września 2020)